# Francisco Manuel da Silva
Francisco Manuel da Silva (Rio de Janeiro, 21 febbraio 1795 – Rio de Janeiro, 18 dicembre 1865) è stato un compositore brasiliano.
Ebbe molta prominenza nella vita musicale di Rio de Janeiro nel periodo tra la morte di José Maurício Nunes Garcia e di Antônio Carlos Gomes. È stato un cantante della Capela Real dal 1809, e successivamente un violoncellista. È stato uno dei fondatori dell'Imperial Academia de Música e Ópera Nacional (Accademia Imperiale Nazionale di Musica ed Opera), della Sociedade Beneficência Musical e Conservatório Imperial de Música, che divenne l'Instituto Nacional de Música (Istituto Nazionale della Musica) ed è chiamato Escola de Música da Universidade Federal do Rio de Janeiro (Scuola di Musica dell'Università di Rio de Janeiro).
Venne istruito da José Maurício Nunes Garcia e, molto probabilmente, da Sigismund von Neukomm. Fu direttamente responsabile per la restaurazione della Capela Imperial. Lasciò una manciata di opere, diffuse tra gli archivi di Rio de Janeiro, Minas Gerais e San Paolo, coprendo musica gospel, modinha e lundu.
Scrisse l'Inno nazionale brasiliano, prima coma marcia patriottica, ufficializzato successivamente come inno dalla rivoluzione repubblicana del Brasile (1889). Compose anche un'opera, O prestigio da lei.